# Золоча
Золоча — річка, що існувала біля Києва за доби Київської Русі, ліва притока Дніпра. Згадується у літописах також під назвами Золотча, Золотьча, Золотка.

## Розташування
Точне географічне положення річки невідомо. Згідно з «Кратким описанием Киева» М. Ф. Берлинського (1820), на місці річки тепер знаходиться Русанівська протока, що відокремлює Гідропарк від лівого берега Дніпра, а гирло її було напроти Наводницької пристані, тобто приблизно в районі сучасного моста Патона. Досліджувач Дніпра Микола Максимович також вважав Русанівську протоку літописною Золочею. Микола Закревський у своєму «Описании Киева» 1868 року наводить три карти, на яких Золоча тече Трухановим островом, й зазначає, що гирло її знаходилося значно нижче Києва. Деякі дослідники вважають, що Золоча впадала в Долобське озеро, але це суперечить літописній розповіді про волок Юрія Долгорукого (див. нижче).

## Сучасний стан
Згідно з сучасними науковими уявами, витік річки знаходився на землях теперішнього острова Долобецького, вона текла луками по території острова Гідропарк і далі майже паралельно Дніпру по землях неподалік від теперішніх житлових масивів Києва Позняки, Осокорки, Бортничі й села Гнідин. На місці колишнього річища Золочі, на заплаві лівого берега Дніпра, збереглися озера-стариці, одне з яких має назву Золоче. Воно знаходиться між селами Гнідин та Вишеньки.

## Історичні події
У вересні 1101 року на Золочі відбувся з'їзд багатьох князів Київської Русі й переговори з половцями, які завершилися укладенням миру.
Інша подія, у зв'язку з якою літописи згадують Золочу — це війна Юрія Долгорукого проти київського князя Ізяслава Мстиславича у 1151 році. Юрій, щоб запобігти зустрічі з бойовими човнами Ізяслава на Дніпрі, спустив свої човни у Долобське озеро, а звідти волоком перемістив до Золочі та спустився нею до Дніпра.